# Carlo Maria Viganoni
Carlo Maria Viganoni (né à Plaisance le 28 janvier 1786 et mort dans la même ville le 8 novembre 1839)  est un peintre italien, actif dans le style néoclassique .

## Biographie
Carlo Maria Viganoni a commencé à l'âge de 20 ans des études auprès de Giuseppe Gherardi à l' Istituto Gazzola de Plaisance. Deux ans plus tard, en 1808, il s'installe à Rome pour travailler avec Gaspare Landi. Il peint un Rédempteur (1814) pour l'église de Draguignan en Provence. Il devient membre honoraire de l'Accademia di San Luca en 1822.
Sa connexion à Rome avec Landi lui a vaut une commande pour décorer la nouvelle église de San Francesco di Paola à Naples . De retour à Plaisance en 1830, il est recherché pour les portraits et les sujets sacrés. Il a peint les portraits du cardinal Angelo Mai, du pape Pie VII et des évêques Scribani et Loschi ainsi qu' un Sacré-Cœur pour le Duomo de Plaisance et un San Luigi Gonzaga pour l'église de San Paolo de Plaisance. Il a obtenu un poste de professeur à l'Instituto Gazzola.

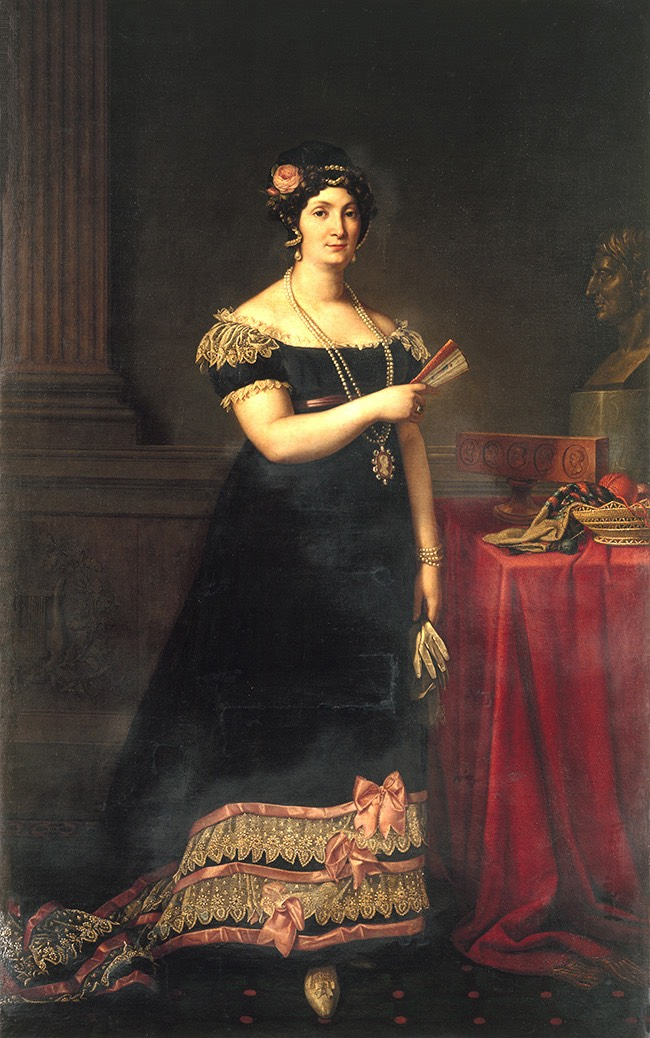
Portrait de Alexandrine Bleschamp
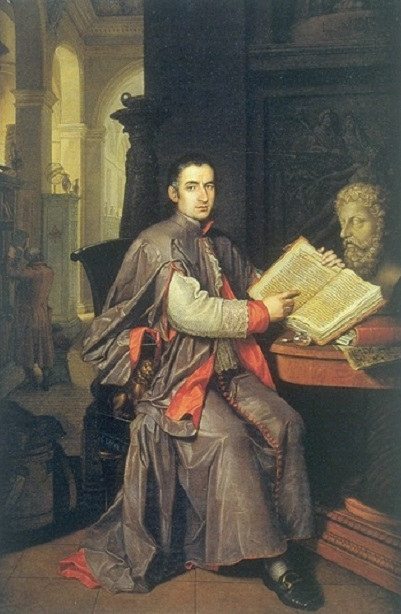
Portait de Angelo Mai